# Edgar Reinhardt
Edgar Reinhardt, nemški rokometaš, * 21. maj 1914, † 11. januar 1985.
Leta 1936 je na poletnih olimpijskih igrah v Berlinu v sestavi nemške rokometne reprezentance osvojil zlato olimpijsko medaljo.